# Agnes von Baden (Äbtissin)
Agnes von Baden († 1361), eine Tochter von Markgraf Friedrich II., war eine badische Markgräfin.
Agnes von Baden war von 1338 bis 1361 Äbtissin des Klosters Lichtenthal.